# Astra 600
En Astra 600 er en pistol, der blev fremstillet i Spanien for Tyskland under 2. verdenskrig. Den er en kortere om mindre udgave standard udgaven, Astra 400. Der blev også lavet en Astra 300.